# Карачаевцы
Карача́евцы (карач.-балк. къарачайлыла, таўлула, аланла) — тюркский коренной народ Кавказа, Карачаево-Черкесии, населяющий в основном её горные и предгорные районы по долинам рек Кубань, Теберда, Подкумок, Малка, Джегута, Большой и Малый Зеленчук, Большая Лаба, Уруп и их притокам.
Фактически являются единым народом с балкарцами, смежно проживающими в соседней Кабардино-Балкарии. Говорят на карачаево-балкарском языке тюркской языковой семьи.

## Численность
Численность в России 226 271 человек (2021 г.), из них в Карачаево-Черкесии — 205 578 человек, что составляет 44,38 % указавших национальность республики.
Некоторое количество карачаевцев проживает в Казахстане (2038 в 1989 г., 1400 в 1999 г., 995 в 2009 г.) и Киргизии (2509 в 1989 г., 2167 в 1999 г., 1731 в 2009 г.), где они оказались в результате насильственной депортации всего народа в 1943 году.
Живут также в Турции, Сирии, странах Европы и Америке, где являются потомками мухаджиров, покинувших Кавказ в XIX веке.

### Доля карачаевцев по районам и городам России (по переписи 2010 года)
(указаны муниципальные образования, где доля карачаевцев в численности населения превышает 5 %):
| Доля карачаевцев по районам и городам России | Доля карачаевцев по районам и городам России | Доля карачаевцев по районам и городам России |
| -------------------------------------------- | -------------------------------------------- | -------------------------------------------- |
| муниципальный район, городской округ         | Субъект РФ                                   | % карачаевцев                                |
| Малокарачаевский МР                          | Карачаево-Черкесская                         | 86,9                                         |
| Карачаевский МР                              | Карачаево-Черкесская                         | 85,3                                         |
| Прикубанский МР                              | Карачаево-Черкесская                         | 75,3                                         |
| Карачаевский ГО                              | Карачаево-Черкесская                         | 75,1                                         |
| Усть-Джегутинский МР                         | Карачаево-Черкесская                         | 69,1                                         |
| Зеленчукский МР                              | Карачаево-Черкесская                         | 33,8                                         |
| Урупский МР                                  | Карачаево-Черкесская                         | 18,3                                         |
| Черкесский ГО                                | Карачаево-Черкесская                         | 16,3                                         |
| Адыге-Хабльский МР                           | Карачаево-Черкесская                         | 6,1                                          |
| ГО Город-курорт Кисловодск                   | Ставропольский край                          | 6,0                                          |

## История

### Этногенез
В формировании карачаевского народа, которое закончилось предположительно в XIII—XIV веках, приняло участие несколько этнических компонентов. Учёные выделяют местное кавказское население, положившее начало карачаевскому этногенезу и передавшее потомкам многие черты своей духовной и материальной культуры, и ираноязычные аланы.
В географических картах Кавказа XVIII—XIX их этнические земли были частью самой западной точки царства Алания.

По данным Маркова Г. Е. и Бромлея Ю. В.: 
Балкарцы (таулу) и карачаевцы (карачайлы) говорят на одном языке, но разобщены географически — балкарцы живут в бассейне Терека, а карачаевцы — в бассейне Кубани, и между ними трудно доступная горная система Эльбруса. Оба эти народа образовались из смешения местного кавказоязычного населения, ираноязычных алан и кочевых тюркских племен, преимущественно булгар и кипчаков. Язык балкарцев и карачаевцев относится к кипчакской ветви тюркских языков.
Отсутствие в карачаевских погребениях конских захоронений и принадлежностей конской упряжи, столь характерных для кипчакских курганов, не должно нас смущать. Кипчаки были кочевники, а у кочевников был обычай класть в могилу коня и конскую упряжь. Их потомки — карачаевцы вели уже оседлый образ жизни. У оседлых же народов, как правило, не было обыкновения класть в могилу принадлежности конской упряжи и хоронить вместе с покойником коня. В XIII в. монголо-татарские войска заняли Предкавказье и разбили порознь алан и кипчаков. Часть кипчаков принуждена была искать спасение в горных районах «рассеялась в горах», как пишет Ибн-аль-Асир. Итак, кипчаки явились одним из основных слагаемых в формировании карачаевцев и, очевидно, балкарцев.
Генофонд
По результатам исследований были выявлены две наиболее часто встречающиеся у карачаевцев Y-хромосомные гаплогруппы: R1a1a-M198 — около 36 % и G2a-P15 — около 31 %. С большей частотой, чем у карачаевцев, гаплогруппа R1a1a-M198 встречается у соседних народов: абазин (24 %) и черкесов (20-80 %). Предлагается, что высокий процент гаплогруппы R1a1a среди карачаевцев и соседних народов является результатом миграций из степей Евразии. Гаплогруппа G2a-P15 может быть связана с автохтонным населением — племенами кобанской культуры. Реже, чем R1a1a и G2a, у карачаевцев встречаются другие характерные для Кавказа гаплогруппы: J2 (7 %), R1b (5 %), I2a (4 %), J1 (2 %), E1b1b1, T1. Отмечается, что у карачаевцев практически не встречаются Y-хромосомные гаплогруппы восточно-евразийского происхождения.
Основными гаплогруппами митохондриальной ДНК, выявленными у карачаевцев, являются: H (25,5 %), U1b (10,4 %), U3 (9,4 %), J1 (5,7 %), T1b (5,7 %), U1a (5,7 %), U2e (5,7 %), U5 (5,7 %). Гаплогруппы митохондриальной ДНК у карачаевцев близки другим популяциям Западного Кавказа и имеют преимущественно переднеазиатское происхождение. Гаплогруппы митохондриальной ДНК восточно-евразийского происхождения имеют крайне низкую частоту. Отмечается, что у карачаевцев выявлено меньшее содержание восточно-евразийских гаплогрупп митохондриальной ДНК по сравнению с некоторыми кавказоязычными популяциями Западного Кавказа.
Распределение частот (%) гаплогрупп Y-хромосомы в популяциях балкарцев и карачаевцев.
| Таблица: гаплогруппы карачаевцев и балкарцев | Таблица: гаплогруппы карачаевцев и балкарцев | Таблица: гаплогруппы карачаевцев и балкарцев | Таблица: гаплогруппы карачаевцев и балкарцев | Таблица: гаплогруппы карачаевцев и балкарцев | Таблица: гаплогруппы карачаевцев и балкарцев | Таблица: гаплогруппы карачаевцев и балкарцев | Таблица: гаплогруппы карачаевцев и балкарцев | Таблица: гаплогруппы карачаевцев и балкарцев | Таблица: гаплогруппы карачаевцев и балкарцев | Таблица: гаплогруппы карачаевцев и балкарцев | Таблица: гаплогруппы карачаевцев и балкарцев | Таблица: гаплогруппы карачаевцев и балкарцев | Таблица: гаплогруппы карачаевцев и балкарцев | Таблица: гаплогруппы карачаевцев и балкарцев |
| Гаплогруппа                                  | Карачаевцы                                   |                                              | Балкарцы (всего)                             |                                              | Баксанцы                                     |                                              | Чегемцы                                      |                                              | Холамцы                                      |                                              | Безенгиевцы                                  |                                              | Малкарцы                                     |                                              |
| -------------------------------------------- | -------------------------------------------- | -------------------------------------------- | -------------------------------------------- | -------------------------------------------- | -------------------------------------------- | -------------------------------------------- | -------------------------------------------- | -------------------------------------------- | -------------------------------------------- | -------------------------------------------- | -------------------------------------------- | -------------------------------------------- | -------------------------------------------- | -------------------------------------------- |
|                                              | N                                            | %                                            | N                                            | %                                            | N                                            | %                                            | N                                            | %                                            | N                                            | %                                            | N                                            | %                                            | N                                            | %                                            |
| C-M407                                       | 0                                            | 0                                            | 4                                            | 1,7                                          | 0                                            | 0                                            | 0                                            | 0                                            | 0                                            | 0                                            | 2                                            | 5,3                                          | 2                                            | 2,9                                          |
| E1b-M35                                      | 2                                            | 1,6                                          | 2                                            | 0,9                                          | 0                                            | 0                                            | 0                                            | 0                                            | 1                                            | 3,6                                          | 0                                            | 0                                            | 1                                            | 1,5                                          |
| H-M52                                        | 3                                            | 2,4                                          | 0                                            | 0                                            | 0                                            | 0                                            | 0                                            | 0                                            | 0                                            | 0                                            | 0                                            | 0                                            | 0                                            | 0                                            |
| G1-M285                                      | 1                                            | 0,8                                          | 0                                            | 0                                            | 0                                            | 0                                            | 0                                            | 0                                            | 0                                            | 0                                            | 0                                            | 0                                            | 0                                            | 0                                            |
| G2a-M406                                     | 1                                            | 0,8                                          | 1                                            | 0,4                                          | 0                                            | 0                                            | 0                                            | 0                                            | 0                                            | 0                                            | 0                                            | 0                                            | 1                                            | 1,5                                          |
| G2a-P16                                      | 38                                           | 30,1                                         | 53                                           | 22,5                                         | 14                                           | 33,3                                         | 6                                            | 10,2                                         | 7                                            | 25,0                                         | 12                                           | 31,6                                         | 14                                           | 20,6                                         |
| G2a-P303                                     | 3                                            | 2,4                                          | 14                                           | 6,0                                          | 2                                            | 4,8                                          | 3                                            | 5,1                                          | 6                                            | 21,4                                         | 1                                            | 2,6                                          | 2                                            | 2,9                                          |
| G2a-U1                                       | 3                                            | 2,4                                          | 9                                            | 3,8                                          | 0                                            | 0                                            | 0                                            | 0                                            | 3                                            | 10,7                                         | 4                                            | 10,5                                         | 2                                            | 2,9                                          |
| I-M170                                       | 5                                            | 4,0                                          | 3                                            | 1,3                                          | 1                                            | 2,4                                          | 1                                            | 1,7                                          | 0                                            | 0                                            | 0                                            | 0                                            | 1                                            | 1,5                                          |
| J1-M267 (xPage08)                            | 2                                            | 1,6                                          | 5                                            | 2,1                                          | 2                                            | 4,8                                          | 1                                            | 1,7                                          | 1                                            | 3,6                                          | 0                                            | 0                                            | 1                                            | 1,5                                          |
| J1e-Page08                                   | 1                                            | 0,8                                          | 1                                            | 0,4                                          | 0                                            | 0                                            | 0                                            | 0                                            | 0                                            | 0                                            | 0                                            | 0                                            | 1                                            | 1,5                                          |
| J2a-M410                                     | 9                                            | 7,0                                          | 36                                           | 15,3                                         | 4                                            | 9,5                                          | 8                                            | 13,5                                         | 3                                            | 10,7                                         | 7                                            | 18,4                                         | 14                                           | 20,6                                         |
| J2b-M12                                      | 1                                            | 0,8                                          | 4                                            | 1,7                                          | 1                                            | 2,4                                          | 0                                            | 0                                            | 0                                            | 0                                            | 1                                            | 2,6                                          | 2                                            | 2,9                                          |
| L-M20 (xM357,xM76)                           | 0                                            | 0                                            | 1                                            | 0,4                                          | 0                                            | 0                                            | 0                                            | 0                                            | 1                                            | 3,6                                          | 0                                            | 0                                            | 0                                            | 0                                            |
| N-CTS6967                                    | 0                                            | 0                                            | 1                                            | 0,4                                          | 0                                            | 0                                            | 1                                            | 1,7                                          | 0                                            | 0                                            | 0                                            | 0                                            | 0                                            | 0                                            |
| O-M175                                       | 1                                            | 0,8                                          | 0                                            | 0                                            | 0                                            | 0                                            | 0                                            | 0                                            | 0                                            | 0                                            | 0                                            | 0                                            | 0                                            | 0                                            |
| Q-M242 (хM120)                               | 0                                            | 0                                            | 16                                           | 6,8                                          | 3                                            | 7,1                                          | 2                                            | 3,4                                          | 1                                            | 3,6                                          | 5                                            | 13,2                                         | 5                                            | 7,4                                          |
| R1a-Z2123                                    | 38                                           | 30,1                                         | 38                                           | 16,2                                         | 7                                            | 16,6                                         | 12                                           | 20,3                                         | 3                                            | 10,7                                         | 5                                            | 13,2                                         | 11                                           | 16,2                                         |
| R1a-Z2125 (xZ2123)                           | 0                                            | 0                                            | 1                                            | 0,4                                          | 0                                            | 0                                            | 0                                            | 0                                            | 0                                            | 0                                            | 0                                            | 0                                            | 1                                            | 1,5                                          |
| R1a-Z95 (xZ2125, xZ2122)                     | 0                                            | 0                                            | 1                                            | 0,4                                          | 1                                            | 2,4                                          | 0                                            | 0                                            | 0                                            | 0                                            | 0                                            | 0                                            | 0                                            | 0                                            |
| R1a-Z2122                                    | 3                                            | 2,4                                          | 8                                            | 3,4                                          | 2                                            | 4,8                                          | 4                                            | 6,8                                          | 0                                            | 0                                            | 1                                            | 2,6                                          | 1                                            | 1,5                                          |
| R1a-Z93 (xZ95)                               | 4                                            | 3,2                                          | 1                                            | 0,4                                          | 1                                            | 2,4                                          | 0                                            | 0                                            | 0                                            | 0                                            | 0                                            | 0                                            | 0                                            | 0                                            |
| R1a-M558                                     | 2                                            | 1,6                                          | 2                                            | 0,9                                          | 1                                            | 2,4                                          | 0                                            | 0                                            | 0                                            | 0                                            | 0                                            | 0                                            | 1                                            | 1,5                                          |
| R1a-Z282                                     | 3                                            | 2,4                                          | 2                                            | 0,9                                          | 0                                            | 0                                            | 0                                            | 0                                            | 0                                            | 0                                            | 0                                            | 0                                            | 2                                            | 2,9                                          |
| R1b-M478                                     | 3                                            | 2,4                                          | 27                                           | 11,5                                         | 1                                            | 2,4                                          | 19                                           | 32,2                                         | 2                                            | 7,1                                          | 0                                            | 0                                            | 5                                            | 7,3                                          |
| R1b-M412                                     | 1                                            | 0,8                                          | 1                                            | 0,4                                          | 1                                            | 2,4                                          | 0                                            | 0                                            | 0                                            | 0                                            | 0                                            | 0                                            | 0                                            | 0                                            |
| R1b-Z2105                                    | 2                                            | 1,6                                          | 4                                            | 1,7                                          | 1                                            | 2,4                                          | 2                                            | 3,4                                          | 0                                            | 0                                            | 0                                            | 0                                            | 1                                            | 1,5                                          |
| Всего                                        | 126                                          |                                              | 235                                          |                                              | 42                                           |                                              | 59                                           |                                              | 28                                           |                                              | 38                                           |                                              | 68                                           |                                              |

Национальный флаг Карачаевцев.svg

### Первые упоминания
Из выявленных в настоящее время русских источников упоминает «Карачаех» Карачай в 1636 году. Более информативные сведения появилось к 1639 году: письменное свидетельство о существовании этнографической области Карачай и карачаевцах содержится в статейном списке российского посла в Мегрелию Федота Елчина. В отчёте, представленном им в Посольский приказ, пишется о «Карочае», «Корачее». Сообщается о «карачаевских князьях», двух братьях Эльбуздуке и Элистане.
В 1743 году русский источник сообщает о народе «харачай», живущем в кубанских вершинах, и который имеет «татарский язык». В 1753 году в записке, написанной в Коллегии иностранных дел, упоминается народ Харачай, который не подчиняется крымскому хану.

### Кавказская война
По причине своей малочисленности в период Кавказской войны, балкарцы и карачаевцы выступали против колониальной политики царской России во взаимодействии с соседними народами, наиболее активно, в силу географического расположения — с кабардинцами.
Как свидетельствуют архивные материалы, аманаты были взяты также от знатных семейств и других обществ Балкарии. Аманаты содержались в Георгиевском укреплении, являясь, по сути, заложниками, призванными обеспечивать лояльность их родителей к российскому государству. К примеру, в 1823 году в Георгиевске находилось семь балкарских аманатов:
- 1 Кургоко Бекбиевич Мисаков — 12 лет;
- 2 Жанхот Кайсынович Айдебулов — 9 лет;
- 3 Асланбек Канукович Абаев — 9 лет;
- 4 Кургоко Келеметович Урусбиев — 17 лет;
- 5 Келемет Асланбекович Балкаруков — 11 лет;
- 6 Мусса Магометович Шакманов- 10 лет;
- 7 Шемахо Александырович Суюнчев — 8 лет.

В 1826 году между представителями Карачая и царской администрации была достигнута договорённость о нейтралитете Карачая в Кавказской войне. Ранее же карачаевцы присягнули Турции и «дали туда аманатов в противность мирному договору между Россиею и Портою…».
У. Алиев утверждал, что: «Карачаевцы, окутанные темнотой наступившей ночи, отступали по такой местности, где бы войска легко могли потерять  плоды дорого доставшейся победы, если бы горцы, опомнившись, сделали ночное нападение (предание говорит, что и в  этом виноваты горские князья, гнусно спровоцировавшие борющихся карачаевцев якобы решением правителя Карачая — князя „Ислама“ сложить оружием…)».
В результате боя горские формирования были оттеснены за перевал. Русские войска на следующий день двинулись вглубь территории Карачая к аулу Карт-Джурт. 21 октября (2 ноября) к генералу вышли карачаевские парламентёры, 22-го лагерь Эммануэля посетил олий Крымшамхалов, «со всеми старшинами и подал прошение при сем прилагаемое именем всего народа», и 23-го числа «весь карачаевский народ, присягал на верность подданства государю императору» с представлением как от Ислама Крымшамхалова, так и от ещё трёх «первейших фамилий» аманатов, то есть почётных заложников.
Годом ранее, в феврале 1827 года, представители горских (балкарских) таубиев прибыли в Ставрополь-Кавказский к командующему российскими войсками генерал-лейтенанту Эммануэлю и подали прошение о принятии их в русское подданство.
Вхождение Карачая и Балкарии в состав России С. А. Чекменев связывал с этими двумя событиями: военным походом генерала Г. А. Эммануэля в Карачай 20 октября 1828 г. (Хасаукинское сражение) и принятием в феврале 1827 г. присяги от балкарских обществ.
В советское время существовала гипотеза, озвученная историком Г. Х. Мамбетовым, согласно которой в 1557 г. Балкария была принята совместно с Кабардой в состав России. Таким образом, по мнению Мамбетова, к Московскому государству в середине XVI в. кроме адыгов присоединились ещё и балкарцы. Этот тезис не нашёл поддержки в научном сообществе кавказоведов и считается ошибочным.

### В царское время
В 1828 году Российская империя захватила территорию Карачая, несмотря на объявленный им формально нейтралитет в Кавказской войне. Договорённость о нейтралитете, заключённая между карачаевскими представителями и царской администрацией, была достигнута ещё в 1826 году. Поводом для военной операции стали карачаевские набеги, включая предполагаемое участие карачаевцев в июньском набеге черкесов на Кавказскую линию, с погромом села Незлобного 9 июня 1828 г., а также помощь непокорным горцам, находившим убежище в Карачае.
Военная операция началась 17 октября. Для похода были организованы две колонны: первая, под начальством полковника Луковкина, собранная у станицы Боргустанской, состояла из 250 казаков Хопёрского полка, 120 донских казаков, 433 человек пехоты, 2 батарейных и 2 конных орудий. Вторая собралась у р. Малки, на Каменном мосту, под начальством генерал-майора Турчанинова, в количестве 550 человек пехоты, 300 казаков линейных, и казаков донских разных полков, 4-х орудий и 2-х ручных мортирок, а сам генерал Эммануэль находился в первой колонне.
20 октября 1828 года произошло двенадцатичасовое Хасаукинское сражение, в ходе которого русским войскам (находились под личным командованием генерала Эммануэля), оснащённым артиллерией, удалось оттеснить войска карачаевцев под командованием князя Ислама Крымшамхалова, избранного на тот период олием (валием, правителем).
Численность войск олия Ислама Крымшамхалова составила приблизительно около 500 воинов, численность войск генерала Эммануэля — 1653 солдата, при 8 орудиях и 2 кегорновых мортирах, участвовали в бою, и ещё один отряд с 2 орудиями прибыл уже после сражения. В самый разгар боя князь Крымшамхалов был ранен в бедро, и руководство карачаевскими бойцами взял на себя молодой воин Казбек Байрамкулов.
Однако силы были не равны, и защитникам перевала пришлось отступить. Потери со стороны русских войск составили по сведениям А. Л. Гизетти — 69 убитых и 193 раненых за всю экспедицию в Карачай 17-29 октября, включая 44 убитых и 120 раненых 20 октября в «деле при Худесе» (Хасаукинское сражение), со стороны горцев потери неизвестны.
Присоединение Карачая к Российской империи считалось очень важным достижением царских генералов. Г. А. Эммануэль сравнивал свою победу с овладением знаменитыми Фермопилами. Однако окончательно Карачай вошёл в состав России в 1834 году.
В 1855 году, чтобы закрепить союз карачаевцев с Россией, генерал Козловский с отрядом из 3 батальонов за три недели бесплатно (без издержек) проложил первую колёсную дорогу в Карачай по непроходимым горным местам. Энциклопедический словарь Брокгауза и Ефрона, издававшийся в конце XIX — начале XX веков, описывая этнический состав Баталпашинского отдела, отмечал:

В долине верхней Кубани, выше её лесистого ущелья, т. н. Большом карачае, живёт уже давно татарское племя карачаевцев, оно уже в 1841 покорилось России и осталось на прежних местах, занимается особенно скотоводством; стада огромны. Здесь отечество кефира. Карачаевцы быстро размножаются и в 1865 заняли необитаемую до того долину Теберды..

По переписи 1897 года в Российской империи насчитывалось 26 877 карачаевцев. В конце XIX в. коневодство и скотоводство оставалось главным занятием карачаевцев.

### Советский период

#### 1917—1941
Во время Гражданской войны, в 1920 году, в Карачае произошло восстание. В конце августа в горные аулы Карачаевской автономной области Хурзук, Учкулан и Карт-Джурт выехал отряд красноармейцев под командой уполномоченного IX армии Черёмушкина, численностью около 100 человек, который затем расстрелял трёх кулаков, «открыто призывавших к восстанию против Советской власти». Зажиточная часть карачаевцев, будучи антисоветски настроенной, немедленно воспользовалась этим, и спровоцировала народ на восстание. Восставшие, внезапным нападением у аула Учкулан, перебили отряд красноармейцев. Черемушкину с двумя красноармейцами удалось бежать. Созданный из «кулацкой верхушки» Карачая штаб и руководители восстания Султан Клыч-Гирей и полковник Крымшамхалов[уточнить], объявили «священную войну» против Советской власти. Но благодаря предпринятым переговорам, «благодаря энергии политработников Красной Армии произошла бескровная ликвидация „бело-зелёных“ в тяжёлый для Советской власти Карачая момент».
По утверждению ростовской газеты «Молот», единственным карачаевцем, служившим в Красной Армии в годы Гражданской войны, был Ахмат Ислам Гиреевич Байрамуков
В марте 1930 года началось повстанческое выступление в Карачае, в напряжённой обстановке, создавшейся в результате целого ряда перегибов и искривлений, допущенных при проведении коллективизации. Активное участие в событиях приняли около 5000 человек. С оружием в руках выступило более 2000 повстанцев, по социальному происхождению «кулаков» — 220, «середняков» — 1059 и бедняков — 517. Причём среди последних большинство ранее принимали участие в восстаниях, задачей руководители восстания ставили свержение советской власти, захват основных центров (Микоян-Шахар, Кисловодск и Баталпашинск) для установления «народной власти» в Карачае. Восстание было подавлено.

#### Великая Отечественная война
В период ВОВ 15 600 карачаевцев добровольно и по призыву ушли на фронт и геройски сражались на фронтах Великой Отечественной и Второй мировой войны (из них около 9 тысяч погибли, попали в плен и пропали без вести), ещё 2-3 тысячи посланцев служили в тыловых частях на военных заводах. За 1941—1942 годы было награждено орденами и медалями Союза ССР 110 карачаевцев. 7 карачаевцев в годы второй мировой войны командовали крупными партизанскими отрядами, из них — 5 на территории Белоруссии, 1- на Украине, другой на территории Словакии. В ходе войны более 24 карачаевцев были представлены к присвоению высокого звания Героя Советского Союза, однако из них звания Героя Советского Союза или Героя РФ удостоились 11 человек, многие из них с большим опозданием в 1995 году в связи с 50-летием Великой победы после реабилитации карачаевского народа. Среди них: 1) Бадахов Хамзат Ибраевич (1917—1996) — майор, помощник начальника разведотдела дивизии; 2) Биджиев Солтан-Хамит Локманович (1919—1995) — капитан, летчик-штурмовик; 3) Богатырев Харун Умарович (1907—1966), полковник, замкомбриг; 4) Гербеков Магомет Чомаевич (1923—1992) — старшина, командир мин. расчета; 5) Голаев Джанибек Нанакович (1917—1943) -лейтенант, командир авиазвена; 6) Ижаев Абдулла Махаевич (1920—1994) — сержант, командир отделения; 7) Каракетов Юнус Кеккезович (1919—1944) — лейтенант, командир партизан.отряда; 8) Касаев Осман Муссаевич (1916—1944) — капитан, командир 121 партизанского полка; 9) Узденов Дугербий Танаевич (1917—2005) — капитан, командир разведдиверсионной группы ГРУ; 10) Хаиркизов Кичибатыр Алимурзаевич (1918—1943) — лейтенант, зам.командира партизанской бригады; 11) Чочуев Харун Адемеевич (1919—1987) — ст. лейтенант, командир партизан.отряда «Свобода» в Словакии.
Не меньший по значимости трудовой подвиг совершали мирные жители в тылу: старики, подростки, женщины, заменив ушедших на фронт мужчин, работали на колхозных полях и фермах, на фабриках и промартелях выпускали боеприпасы, выращивали продукты земледелия и животноводства. Собирали и сдавали деньги в фонд обороны страны, отправляли на фронт продукты продовольствия, теплую одежду, обувь, белье и т. д. Ко дню Советской Армии, в мае 1942, 1943 гг. посылали в посылках подарки для фронтовиков. С июня 1941 г. по ноябрь 1943 г. жителями Карачаевской автономной области было собрано 50 миллионов рублей и перечислено в фонд обороны страны. Тогда 1 танк Т-34 стоил 135 тысяч рублей, следовательно, только на денежные средства, собранные в Карачаевской автономной области, было построено более 370 танков.
Наряду с этим, в период оккупации территории Карачаевской автономной области, благодаря мужеству местного населения Карачая были спасены жизни многих патриотов, которых преследовали фашисты: эвакуированных детей евреев, русских, украинцев, казахов, киргизов и представителей других народов СССР — военнопленных.

#### Депортация карачаевцев
По переписи 1939 года в СССР насчитывалось 75 763 карачаевца, из которых 70 301 человек проживал в Карачаевской АО. С начала августа 1942 и по конец января 1943 года Карачаевская АО находилась под немецкой оккупацией.
12 октября 1943 года вышел указ Президиума Верховного Совета СССР, а 14 октября — Постановление СНК СССР о выселении карачаевцев из Карачаевской автономной области в Казахскую и Киргизскую ССР.
Целью депортации, в более широком смысле, была чистка общества от действующих и возможных врагов сталинизма.
Для силового обеспечения депортации карачаевского населения были задействованы войсковые соединения общей численностью в 53 327 человек, и 2 ноября состоялась депортация, по итогам которой в Казахстан и Киргизию были депортированы 69 267 карачаевцев. Впоследствии на месте было довыявлено и депортировано 329, а в других районах Кавказа ещё 90 карачаевцев; кроме того, 2543 чел. было демобилизовано из Красной Армии: вместо дома они тоже попали в спецкомендатуры. В результате этого геноцида от голода и эпидемий различных болезней погибло около половины карачаевского народа..
В 1956-57 годы было принято решение о восстановлении национальной автономии карачаевского народа (постановление Президиума ЦК КПСС от 24.11.1956), предусматривавшие возвращение и устройство народа в местах прежнего проживания.
ВС РСФСР принял Закон «О реабилитации репрессированных народов» от 26.4.1991. В соответствии с Законом РСФСР «О реабилитации жертв политических репрессий» от 18.10.1991, все лица, подвергшиеся политическим репрессиям или пострадавшие от них (включая детей и супругов репрессированных) на территории РСФСР с 25.10(7.11).1917, когда к власти пришли большевики, подлежали реабилитации.

### Постсоветский период
Во времена парада суверенитетов и распада СССР 30 ноября 1990 КЧАО вышла из состава Ставропольского края и стала Карачаево-Черкесской Советской Социалистической Республикой (КЧССР) в составе РСФСР, что утверждено постановлением Верховного Совета РСФСР 3 июля 1991 года.
В 1989—1997 годы карачаевским национальные движения обращались к руководству РСФСР с просьбой о восстановлении отдельной автономии Карачая.
18 ноября 1990 года на съезде карачаевских депутатов всех уровней была провозглашена Карачаевская Советская Социалистическая Республика (с 17 октября 1991 — Карачаевская Республика) в составе РСФСР, что не было признано руководством РСФСР. 28 марта 1992 года состоялся референдум, на котором, согласно официальным результатам, большинство населения Карачаево-Черкесии высказалось против разделения. Разделение узаконено не было, и осталась единая Карачаево-Черкесия.

## Религия
Как отмечает изданный в 1865 году «Географическо-статистический словарь Российской империи», карачаевцы начали исповедовать ислам с 1782 года, а до этого поголовно были язычниками. Мнение что якобы ещё в XIX веке их верования представляли собой сложный синтез христианства, ислама и дохристианских традиций не является достоверным и не выдерживает критики, так как именно на XIX век приходится так называемая Кавказская война в которой одним из основных факторов сопротивления карачаевцев продвижению Российской империи на Кавказ был именно исламский фактор и идеология Газавата. Так же именно на XIX век приходится период мухаджирства (переселения ради сохранения своей религии) части карачаевского народа на территорию Османской империи. Ещё одним аргументом является наличие в Карачае налаженного судопроизводства на основе шариата и адатов, а также наличие кадиев в их поселениях.
В настоящее время карачаевцы исповедуют ислам суннитского толка

## Язык
Карачаевцы говорят на карачаево-балкарском языке, который относится к тюркским языкам (касательно принадлежности этого языка к конкретной группе внутри тюркской семьи языков продолжаются исследования). Из всех живых тюркских языков наиболее близкими к нему являются караимский, кумыкский и крымскотатарский, а из мёртвых тюркских — язык письменного памятника XIV века «Кодекс куманикус».
Письменность — на основе кириллицы (с 1937). Ранее использовалась латиница.

## Культура

### Театр
Профессиональный театр берет свое начало в 1957 году, когда после возвращения карачаевцев, в Ленинградский государственный институт театра, музыки и кино была направлена группа из 19 студентов. Дополнительно, при областном театре были открыты годичные актёрские курсы на карачаевском языке.
Весной 1963 года выпускники ЛГИТМиК начали выступать с первыми спектаклями на национальных языках. Например, 8 марта 1963 года был показан спектакль «Огурлу» Шахарби Эбзеева, в постановке Бориса Тохчукова. После ряда сложностей и распада первой труппы, только в 1972 году возобновились постановки спектаклей на карачаевском языке.

### Музыка и изобразительное искусство
Карачаево-балкарская музыка — народная музыка карачаевцев и балкарцев. Представлена в виде эпических сказаний, песен (карач.-балк. джырла), и музыкальных наигрышей (карач.-балк. тартыула).
История изучения музыкальной культуры карачаевцев и балкарцев начинается со второй половины XIX века, и связана с именами деятелей русской культуры (С. И. Танеева, М. А. Балакирева, В. Ф. Миллера, М. М. Ковалевского, Н. С. Иваненкова, Н. Г. Тульчинского и др.), а также европейских исследователей (Э.Левье, Г. Мерцбахер, В. Прёле К. Хан и др.). Большую роль в популяризации национального фольклора сыграли князь Исмаил Урусбиев и его сыновья. Мелодии, записанные композитором Милли Балакиревым от Исмаила Урусбиева легли в основу знаменитой фортепьянной фантазии «Исламей».

### Одежда
Мужская одежда: туникообразная нательная рубашка. Бешмет (къаптал) из ткани чёрного, белого, иногда (праздничные) ярких цветов — ярко-синий, оранжевый, полосатый. В повседневной жизни бешмет носили без чекменя. Чекмень (как правило, праздничная одежда) имел накладные газыри, которые украшались серебряным чеканным или литым навершием. Пояс (белибау) был обязательным атрибутом мужского костюма, а штаны (кёнчек) имели прямые, неширокие, слегка суженные книзу штанины, с большим ромбовидным клином (ау) между ними. Чабыры — обувь из сыромятной кожи, зимой носили войлочную обувь (уюкъ). Карачаевцы носили меховые шапки-папахи (тери бёрк) и войлочные шапки, праздничным головным убором мужчин считалась высокая каракулевая шапка (бухар бёрк).
Женская одежда сохранила элементы костюма аланского периода, например, наличие металлических венчиков, украшенных штампованным, точечным, геометрическим орнаментом, которые пришивались к головному убору. Этот убор представлял собой высокую, остроугольную, тканую шапочку, на верхушку которой нашивались металлические, покрытые узором, навершия. Платье средневековой карачаевки украшалось нагрудными серебряными пряжками пуговицами, пришивавшимися в два ряда к ткани. Праздничные платья девушек изготовлялись из бархата или шёлка тёмно-красного, реже — синего и зелёного цветов. Они украшались золотым шитьем и галунами. Неотъемлемой частью женского костюма был пояс (кямар), представлявший собой подлинное произведение ювелирного искусства.

### Нравы и обычаи
Большое внимание уделялось соблюдению требований и положений этического кодекса «Ёзден адет», который представляет собой совокупность норм обычного права, истории, нравственных предписаний и правил этикета.